# Osvaldo Coelho
Osvaldo de Sousa Coelho (Juazeiro, 24 de agosto de 1931 — Recife, 1 de novembro de 2015) foi um advogado e político brasileiro.

## Carreira política
Exerceu três mandatos como deputado estadual na Assembleia Legislativa de Pernambuco e oito como deputado federal na Câmara dos Deputados. Foi secretário da Fazenda de Pernambuco de 1967 a 1971. Foi deputado federal constituinte em 1987 e 1988.

## Ramificações familiares
Filho do coronel Clementino de Souza Coelho (Quelê) e de Dona Josefa Coelho.
Irmão de Nilo Coelho (ex-Governador de Pernambuco e ex-Presidente do Senado Federal).
Osvaldo Coelho fazia parte da tradicional família Coelho Rodrigues de Paulistana, estado do Piauí, com raízes genealógicas na Freguesia de Paço de Sousa, no Distrito do Porto, em Portugal, visto que era tetraneto de Lourenço Rodrigues Coelho e de Valério Coelho Rodrigues Filho, sendo, portanto, pentaneto por duas linhas paternas de Domiciana Vieira de Carvalho e de Dom Valério Coelho Rodrigues.

## Morte
Osvaldo Coelho morreu em casa, em Recife, de ataque cardíaco, às 20 horas de 1 de novembro de 2015. Foi enterrado no Cemitério Campos das Flores, no centro de Petrolina, na noite seguinte.